# Neurologie comportementale
La neurologie comportementale est une branche de la neurologie qui fait le lien entre les neurosciences et les comportements.
La corrélation se fait en étudiant notamment les troubles occasionnés par différentes aphasies (perte d'une fonction cérébrale), mais aussi l'étude de particularités psychiques dont on identifie à la fois les effets et les potentielles causes cérébrales (dyslexies, épilepsie, AVC, négligence spatiale unilatérale, traumatisme crânien, etc.).

## Histoire
On peut faire remonter des origines à l'Antiquité ou à la première théorie de la localisation de Franz Gall (en fonction des bosses du crane), mais les premiers travaux de localisation reliant des fonctions cérébrales à des zones cérébrales sont faits par Paul Broca puis par Carl Wernicke.
Paul Broca pratique en 1861 l'autopsie d'un de ces patients (Mr leborgne) qui présentait de son vivant un trouble de la parole, et il découvre un défaut de vascularisation dans la troisième circonvolution frontale de l'hémisphère gauche, qui serra ensuite nommé l'aire de broca. L'aire de Wernicke, très proche est mis en évidence en 1873.
Ensuite, Alois Alzheimer et Arnold Pick découvrent tous deux autour de 1900 des problèmes de démences liées à des structures particulières : les anomalies des fibrilles caractéristiques de la maladie d'Alzheimer, et les inclusions neuronales caractéristiques de la Maladie de Pick.
Suivront les travaux de Karl Lashley sur les rats qui approfondiront la théorie de la localisation des fonctions comportementales.
Puis Roger Wolcott Sperry fait des études sur le corps calleux (pour lesquels il aura un prix Nobel en 1981) et met en évidence le fonctionnement distinct des hémisphères cérébraux, et il ose des théories largement décriées sur l'existence de pensées multiples au sein de chaque individu.
Mais le nom de neurologie comportementale apparait avec les travaux de Norman Geschwind, contemporain de ceux de Sperry, qui s'attachent directement à mettre en relation les lésions structurelles avec des dysfonctionnements comportementaux.

## Relation avec les autres disciplines
La neurologie comportementale peut être confondue avec la neuropsychologie. Elle est aussi décrite à la confluence de la neurologie, de la neuropsychologie et de la psychiatrie. Enfin, elle peut être vue comme l'une des deux branches, avec la psychiatrie biologique, de la neuropsychiatrie.
Même si les rapports de la psychanalyse et de la psychologie restent une question épineuse, de nombreux textes de Sigmund Freud  montrent que ce dernier « n'a jamais éprouvé la moindre difficulté [...] à faire de la psychanalyse une partie ou la base même de la psychologie »
. Toutefois, à partir de 1953, la plupart des psychanalystes français ont jugé bon de les séparer. La psychanalyse n'est pas seule en jeu, le philosophe Yvon Brès note une réaction contre le « psychologisme » dans de nombreuses autres disciplines : en rechercher les origines éclairerait, selon lui, « d'un jour intéressant toute l'histoire de la philosophie et des sciences depuis la fin du XVIe siècle ». Ce qui est en jeu, estime-t-il, « c'est seulement la possibilité, pour une psychologie du comportement, de participer à la mise au jour de ces structures spatio-temporelles dynamiques qui [...] correspondraient aux différentes modalités de la sexualité prégénitale ».